# Thuidium hygrophilum
Thuidium hygrophilum là một loài rêu trong họ Thuidiaceae. Loài này được Glow. mô tả khoa học đầu tiên năm 1908.